# Manuel Loureda
Manuel Loureda Calvete (La Coruña, España, 11 de noviembre de 1941-30 de junio de 2017) fue un futbolista español que se desempeñaba como delantero.

## Clubes
| Club                         | País   | Año       |
| ---------------------------- | ------ | --------- |
| R. C. Deportivo de La Coruña | España | 1962-1974 |